# Kiikka
Kiikka est une ancienne municipalité du Satakunta en Finlande,.

## Histoire
En 1981, Kiikka a fusionné avec Keikyä pour former la municipalité d'Äetsä.
Au 1er janvier 1979, la superficie de Kiikka était de 169,0 km2.
Et au 31 décembre 1980 elle comptait 2 797 habitants.